# Тис гострокінцевий
{{#ifeq:0|0|{{#if:|{{#if:Taxuscuspidata|[[]}}|}}}}
Тис далекосхідний або тис гострокінцевий, японський (лат. Taxus cuspidata Sieb, et Zuce , англ. Japanese Yew, Spreading Yew, дан. Japansk taks, кит.: 紫杉, кор. 주목, нім. Japanische Eibe, фін. Japaninmarjakuusi, фр. If du Japon) — вічнозелене дерево з родини тисові (лат. Тахасеае). Релікт третинного періоду.

## Біологічні та екологічні особливості
Вічнозелене дводомне дерево 10—20 м заввишки. Кора стовбура бурувато-червона, трохи розтріскана. Хвоя цупка, плоска, серпоподібно вигнута, різко загострена, із голчастим вістрям на кінці, темно-зелена зверху та світло-зелена знизу. Мегастробіли поодинокі, розташовані на кінцях дуже коротких пазушних пагонів. Шишкоягоди з соковитою оболонкою-принасінником блідо-рожевого кольору та однією насіниною, яка дозріває у вересні-жовтні. Зимостійкіший, ніж тис ягідний, посухостійкий, невибагливий до родючості ґрунту.

## Декоративні ознаки
Особливого вигляду надає форма крони. Після стриження добре зберігає форму, особливо у молодому віці. Росте повільно.

## Природний ареал
Рослина поширена в Південному Приамур'ї, Примор'ї, Кореї, КНДР, Китаї, Японії на о. Сахалін та Курильських островах. Зустрічається рідко в змішаних хвойних і хвойно-листяних широколистяних лісах від низовин до низьких гір, від 100 м до 1600 м над рівнем моря.
В Україні в культурі з XX ст., здебільшого у ботанічних садах, деяких дендраріях та дендропарках.
На Полтавщині зростає в Устимівському дендропарку (одна рослина висотою 1,5 м 1986 p.), ПП СПМ «Дендрарії держсортомережі», а також у Парку радгоспу «Партизан» (Криворудський).

## Небезпека для здоров'я
Всі органи тиса: кора, хвоя, молоді пагони — надзвичайно отруйні, бо містять у собі отруйний алкалоїд таксан. І все ж копитні та гризуни охоче поїдають без шкоди для здоров'я молоді паростки тиса (тому відновлення виду на Далекому Сході дуже ускладнене), а для корів і коней вони надзвичайно отруйні.
А от соковитий рожевий м'якуш, яким вкрита насінина, токсину не має. Отже, його можна їсти. Сама насінина теж містить токсин, однак є відомості, що насіння іноді використовують у харчуванні.

## Використання
Деревина цього тиса використовується в Китаї для будівництва, виготовлення меблів, різьби по дереву та ін. У Японії вона використовується для побутових меблів, посуду, токарних виробів та скульптур; також у промислових масштабах використовується для виготовлення олівців. На островах Хоккайдо і Сахаліні з тиса роблять ручки мисливських ножів. Серцевина дає коричневий або червоний барвник. Екстракти багатьох частин рослини (коріння, деревини, кори і листя) використовуються в традиційній китайській медицині (лікування діабету), а в наш час фармацевтична промисловість стала дуже зацікавлена протираковими властивостями його алкалоїдів (таксани), назва ліків: Таксол. У садівництві рослина була настільки популярна протягом довгого часу, що вид нині рідко зустрічається в дикій природі, але його вирощують майже повсюдно в урбанізованих районах Японії. Існують численні сорти і вид використовується в культурі бонсай. Японський тис був інтродукований у Європі (Англія) в 1855 році Робертом Фортуне і більше сортів були виведені тут, а також у США. Гібрид між T. baccata та T. cuspidata виник у США в 1900 році і з нього було виведено подальші сорти.

## Загрози та охорона
Цей вид був перерахований у Додатку II CITES у зв'язку з промисловим використанням його листя для екстрагування хімічних речовин, які діють як ліки проти раку. Ця експлуатація була локалізована і не призвела до значного зниження чисельності в межах широкого ареалу поширення цього виду. Вид зафіксований на різних охоронних територіях у більшості частин ареалу.

## Цікаві факти
Тис гострокінцевий з'явився на планеті 2,5 мільйона років тому і недаремно називається «Живою скам'янілістю». Цей вид дерев вважається дуже рідкісним, і за твердженням деяких ботаніків, уже перебуває на межі зникнення.
Тис гострокінцевий живе до 1500 років, хоча і такий вік для нього далеко не межа. Здавна цей тис японці вирощували біля власних осель як символ довголіття і непорушності зв'язків у родині.
З 1966 року тис затверджено деревом-символом японської префектури Ґіфу.